# Naussac-Fontanes
Naussac-Fontanes község Franciaország Okcitánia régiójában, Lozère megyében. Új községként 2016. január 1-jén jött létre Naussac és Fontanes korábbi községek egyesítésével.

## Népesség
| Lakosok száma | 356  | 362  | 369  | 373  | 371  | 368  |
|               | 2017 | 2018 | 2019 | 2020 | 2021 | 2022 |